# Joseph Pulitzer
Joseph Pulitzer (/ˈpʊlɪtsər/ PUUL-it-sər; sinh 10 tháng 04 năm 1847 – mất 29 tháng 10 năm 1911), tên lúc sinh là Pulitzer József, là một nhà xuất bản báo người Mỹ Do Thái đến từ Hungary, là chủ của St. Louis Post Dispatch và New York World.
Ông đã lập giải Pulitzer theo di chúc năm 1904 ông để lại cho Trường Đại học Columbia 2 triệu USD, ông muốn ba phần tư số tiền đó được sử dụng vào việc lập ra Phân viện Báo chí, phần tiền còn lại dùng để lập ra giải thưởng báo chí. Một năm sau ngày Pulitzer mất, Phân viện Báo chí được thành lập tại Trường Đại học Tổng hợp Columbia. Còn giải Pulitzer bắt đầu được trao hàng năm từ năm 1917.

## Tiểu sử
Joseph Pulitzer sinh ngày 10 tháng 4 năm 1847 tại thị trấn Makó ở Hungary trong gia đình thương gia bánh mì giàu có và mộ đạo gốc Do Thái. Mẹ ông là người Đức theo Công giáo và cũng rất mộ đạo. Khi Joseph còn nhỏ, gia đình họ đã chuyển đến Budapest, nơi cậu bé đã được gửi vào học trong một trường tư. Năm 17 tuổi, Pulitzer đã đầu quân ở lần lượt ba quốc gia: Áo, Anh và Pháp. Tuy nhiên, vì thị lực và sức khỏe kém nên anh đã không thực hiện được ước mơ làm người lính của mình. Pulitzer đã quyết định đầu quân cho quân đội Mỹ và đã gia Trung đoàn Kị binh số 1 của New York. Tuy nhiên, tới năm 1865, nội chiến ở Hoa Kỳ chấm dứt, Pulitzer phải ra quân. Sau chiến tranh, Pulitzer trở lại thành phố New York một thời gian ngắn. Bị phá sản, ông ngủ trong toa xe trên đường phố. Ông làm nghề giữ ngựa ở quán trọ con la tại Barracks Benton. Rồi làm bồi bàn tại Tony Faust, một nhà hàng nổi tiếng trên Fifth Street, Ông đã bị sa thải sau khi làm trượt khay bia. Tháng ba 1867, ông từ bỏ lòng trung thành của mình với Đế quốc Áo-Hung và trở thành một công dân Mỹ. Năm 1868, Pulitzer được nhận vào quán bar, rồi làm phóng viên cho Westliche. Ông làm việc 16 giờ một ngày. Ông gia nhập Đảng Cộng hòa vào năm 1869, Pulitzer tham dự cuộc họp của đảng Cộng hòa ở St Louis Turnhalle lúc anh mới 22 tuổi, Năm 1872, ông là một đại biểu cho hội nghị Cincinnati của đảng Cộng hòa đề cử và Pulitzer, thất vọng với tham nhũng trong đảng Cộng hòa, chuyển sang đảng Dân chủ. Năm 1880, ông là một đại biểu cho hội nghị toàn quốc của đảng Dân chủ. Vào năm 1872, Pulitzer mua một phần trong Westliche với giá 3000 $, và sau đó vào năm 1878 ở tuổi 31, Pulitzer kết hôn Katherine "Kate" Davis (1853 - 1927), một người phụ nữ thông minh từ bi có địa vị xã hội cao từ một gia đình giàu có tại Mississippi. Cô trẻ hơn ông năm tuổi. Họ có bảy người con, năm người trong số họ sống đến tuổi trưởng thành: Ralph, Joseph II, Constance, Edith và Herbert. Ngày 31 tháng 12 năm 1897, con gái lớn của họ, Lucille Pulitzer, đã qua đời ở tuổi 17 vì bệnh sốt thương hàn. Năm 1883, Pulitzer, bây giờ là người đàn ông giàu có, mua tờ New York World từ Jay Gould. Năm 1884, ông được bầu vào Hạ viện Mỹ. Năm 1887, ông đã tuyển dụng các nhà báo điều tra nổi tiếng. Năm 1895 thế giới đã phổ biến truyện tranh The Yellow Kid Richard F. Outcault, truyện tranh tờ báo đầu tiên in màu. Dưới sự lãnh đạo của Pulitzer, nó là tờ báo lớn nhất trong nước. Vào năm 1909, Pulitzer bị buộc tội phỉ báng Theodore Roosevelt và JP Morgan. Tòa án bác bỏ bản cáo trạng. Vấn đề sức khỏe của Pulitzer (mù, trầm cảm, và nhạy cảm tiếng ồn cấp tính) làm ông buộc phải rút lui khỏi việc quản lý hàng ngày của tờ báo. Khi con trai của Pulitzer đã nhận trách nhiệm hành chính trong năm 1907 thì Pulitzer từ chức và đi một tour du lịch sáu tuần châu Âu để khôi phục lại tinh thần của mình. Khi trở về Cobb thì Pulitzer chết. Ông được chôn cất tại nghĩa trang Woodlawn ở Bronx, New York.